# Liloca
Luísa Zélia Sebastiana da Graça Madade, mais conhecida como Liloca (29 de Abril de 1985 Tete, Moçambique) é uma cantora e compositora moçambicana. Ela descreve a sua música como pertencente aos géneros Afro, Marrabenta e Afro House.

## Vida
Luísa Madade é apaixonada por dança desde os seus primeiros anos.
Em 2004, fundou a sua própria escola de dança chamada "Sweet Dance" e trabalhou como dançarina para o artista moçambicano MC Roger. Dois anos depois, ela lançou a sua primeira música intitulada "Como Ela Dança" sob o nome artístico "Liloca", seguida em 2007 pela música "Muyive" (Changana: Ladrão). O seu primeiro álbum de música também foi editado em 2007, intitulado "Tic Tac é Meu Style". Em 2009, lançou o seu segundo álbum "Magnífica". Nos anos seguintes, Liloca lançou muitos mais singles, compilados em 2012 no álbum "Mulher Moçambicana".
Liloca ganhou vários prémios nacionais de música e se considera a "cantora do povo". No entanto, o seu sucesso ainda está limitado hoje ao mercado moçambicano. O seu objetivo é, diz ela mesma, mudar isso no futuro. As suas músicas de maior sucesso incluem "Muyive", "Como Ela Dança", "Tic Tac" (do álbum Como Ela Dança), "Ser Segunda" (do álbum Muyive) e "Tá Doce", "Mulher Moçambicana" e "Mufana "(do álbum Tic Tac é meu Style).
Em 2015, a cantora foi fortemente criticada por aparecer em um festival no  Dia Internacional da Criança em Maputo, realizando uma coreografia altamente física. Muitos meios de comunicação consideraram isso inapropriado e descreveram as suas performances como sintoma de uma sociedade não amiga da criança.
Membros individuais do FRELIMO expressaram o seu entendimento de que a cantora tinha permissão para acompanhar o presidente Filipe Nyusi em uma visita de Estado a Portugal.
Actualmente a cantora vive em Maputo.